# Angelo Hugues
Pour les articles homonymes, voir Hugues.
Angelo Hugues est un ancien footballeur professionnel français, né le 3 septembre 1966 à Rosendaël. Il évoluait au poste de gardien de but (1,81 m (5′ 11″) pour 77 kg).

## Biographie
Formé à l'USL Dunkerque par Alex Dupont, il rejoint par la suite l'AS Monaco, en tant que doublure de Jean-Luc Ettori. Il dispute son 1er match avec le club de la principauté en Ligue 1 avec le 26 août 1986.
Une fois retiré des terrains, il a exercé la profession de peintre-décorateur dans sa ville natale, avant de travailler dans une entreprise de transports.

## Carrière
- 1982-1986 :  USL Dunkerque
- 1986-1993 :  AS Monaco
- 1993-1998 :  EA Guingamp
- 1998-1999 :  FC Lorient
- 1999-2002 :  Olympique lyonnais
- 2002-2003 :  Wisła Cracovie
- 2003-2004 :  SC Bastia
- 2004-2005 :  Gallia Club Lunel

## Palmarès
- Champion de France en 1988 avec l'AS Monaco
- Champion de Pologne en 2003 avec le Wisła Cracovie
- Finaliste de la Coupe d'Europe des Vainqueurs de Coupe en 1992 avec l'AS Monaco
- Finaliste de la Coupe de France en 1997 avec l'EA Guingamp